# Wijnkoeler

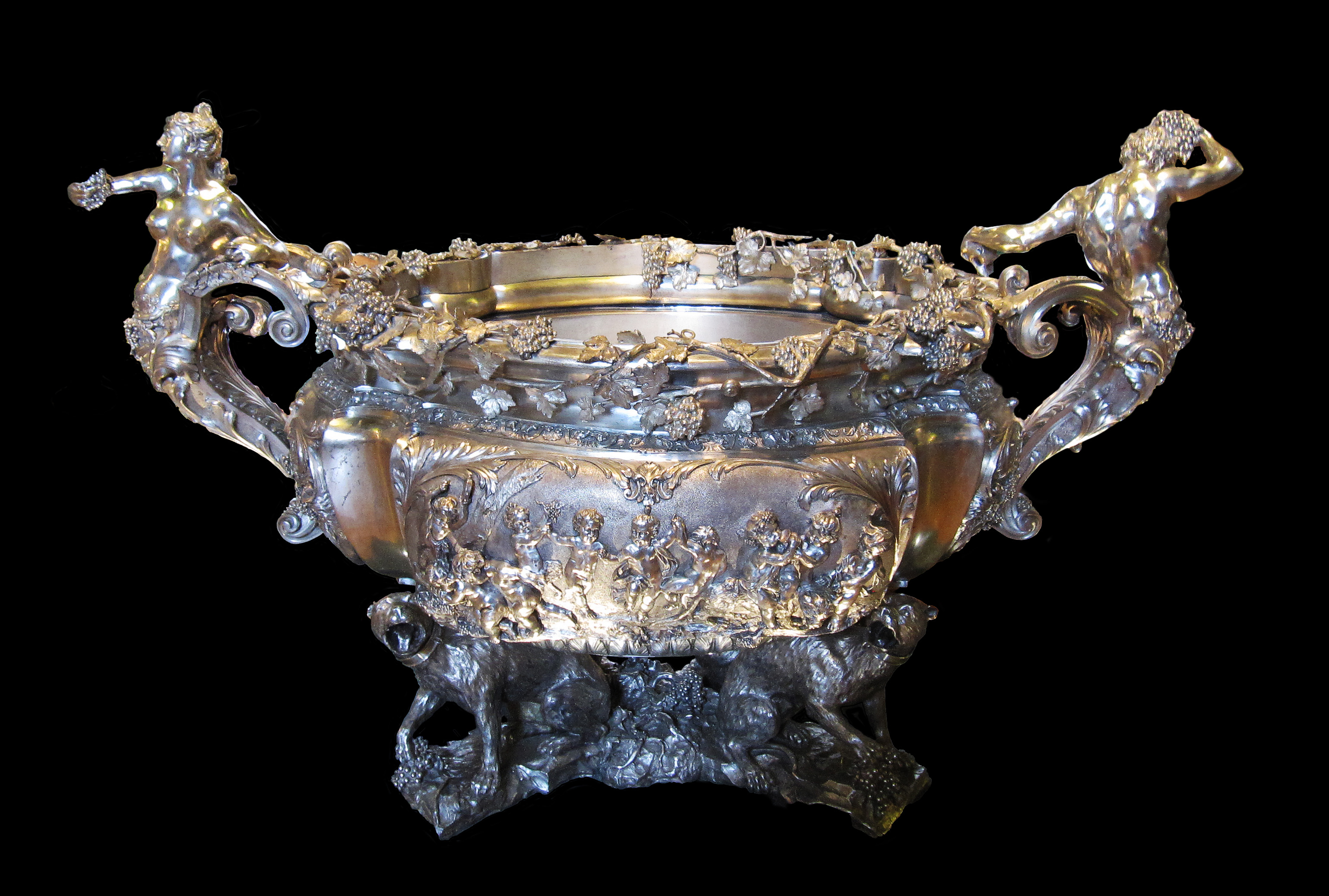
Wijnkoeler van Jerningham uit 1734

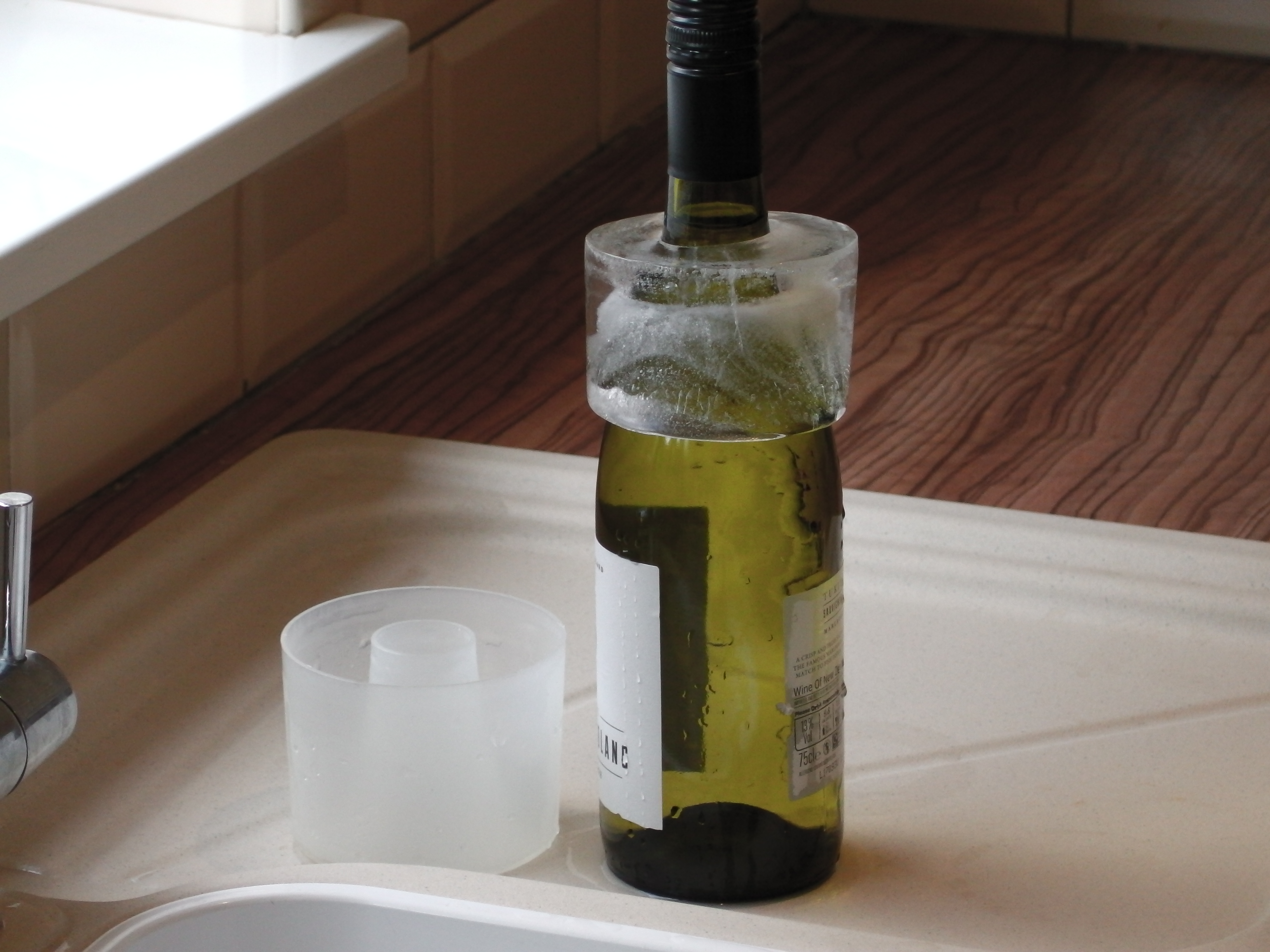
IJsringwijnkoeler

Een wijnkoeler is een hulpmiddel voor het (af)koelen dan wel koel houden van wijn. 

## Wijnkoelers voor individuele flessen
Een wijnkoeler, bedoeld voor één enkele fles, kan verschillende verschijningsvormen hebben:
- Kleine eenheden die een enkele fles snel kunnen afkoelen. Deze hulpmiddelen gebruiken doorgaans ijs of een elektrisch koelsysteem. Ze zijn geschikt om de juiste serveertemperatuur te bereiken, met name in warmere klimaten. Dit soort wijnkoeler wordt met name gebruikt voor witte wijn, groene wijn, roséwijn of bruiswijn, wat in de regel koud geserveerd wordt.
- Een eenvoudig, dubbelwandig of anderszins geïsoleerd vat waarin een wijnfles gekoeld kan worden bewaard.
- Een ring van ijs, waarvan de vorm van de binnenkant overeenkomt met de vorm van de hals van de wijnfles. De ring wordt geplaatst rond de hals van de fles, en koelt op deze manier de wijn. Convectie zorgt ervoor dat de gekoelde wijn naar beneden zakt, waardoor de overige, warme(re) wijn opstijgt naar de koude hals van de fles. Door een continue stroming in de fles wordt de wijn uiteindelijk evenredig gekoeld, en krijgt de wijn zo een constante temperatuur.

## Wijnkoelers voor meerdere flessen
Voor het koelen van meerdere flessen tegelijk bestaan er wijnkoelkasten, waarin een paar dozijn flessen op een gewenste temperatuur gehouden kunnen worden. Dit soort systemen worden ook wel een klimaatkast genoemd. Wie niet beschikt over een wijnkelder, kan op die manier toch zijn wijnen bij de juiste temperatuur en vochtigheid bewaren. Er zijn verschillende koelsystemen op de markt, zoals: 
- Koelsystemen waarin meerdere temperaturen en vochtigheden tegelijkertijd kunnen worden ingesteld, om meerdere soorten wijnen tegelijk op de juiste wijze te koelen.
- Koelsystemen die kunnen worden ingeregeld met een thermostaat.
- Koelsystemen met een speciale glazen deur die schadelijke uv-straling tegenhoudt.